# Ruokonen (sjö i Outokumpu, Norra Karelen)
Ruokonen är en sjö i kommunen Outokumpu i landskapet Norra Karelen i Finland. Sjön ligger 118 meter över havet. Den är 5,77 meter djup. Arean är 69 hektar och strandlinjen är 5,49 kilometer lång. Sjön  ingår i Vuoksens huvudavrinningsområde.   Den ligger omkring 47 kilometer väster om Joensuu och omkring 350 kilometer nordöst om Helsingfors. 